# Federico Monestés
Federico Monestés (Rosario, 14 de junio de 1917-18 de diciembre de 1982) fue un futbolista argentino. Jugaba como centrodelantero.

## Trayectoria
Comenzó en Club Atlético Central Córdoba, donde fue considerado ídolo. En 1941 fue transferido a Boca Juniors y posteriormente jugó en Racing.
Fue campeón en la Liga chilena jugando para Universidad Católica en la temporada 1949.

## Palmarés

### Torneos nacionales oficiales
| Título                          | Equipo                    | País  | Año  |
| ------------------------------- | ------------------------- | ----- | ---- |
| Torneo de Consuelo del Apertura | C.D. Universidad Católica | Chile | 1949 |
| Primera División                | C.D. Universidad Católica | Chile | 1949 |